# Вурдження

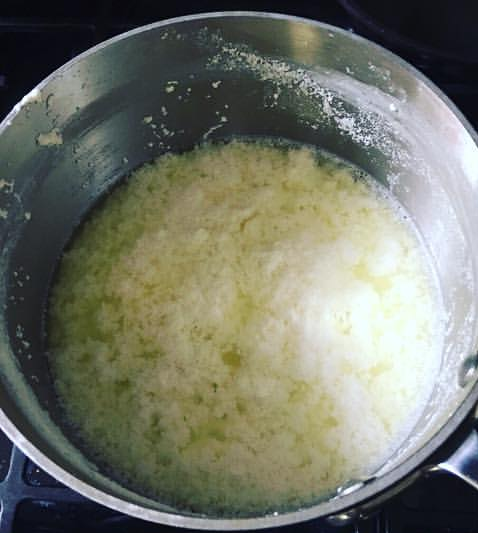
Каструля звурдженого молока

У кулінарії вурдження (також згортання, зсідання) — це розщеплення емульсії або колоїду на великі частини різного складу за допомогою фізико-хімічних процесів флокуляції, кремування та коалесценції. Вурдження є цілеспрямованим і бажаним під час виготовлення сиру тваринного походження та тофу; випадковим і небажаним під час приготування соусу, сирного фондю або заварного крему. Вурдження відбувається природним чином у коров'ячому молоці, якщо його залишити відкритим на кілька днів у теплому середовищі, унаслідок чого утворюється кисляк.
Розглядаючи вурдження не з наукової точки зору, а суто як аспект приготування їжі, його використовують для згущення білків у різних типах молока. Це відбувається через з'єднання білкових молекул після зміни рН. Ці грудочки допомагають утворювати сирну масу, однак це також може відбуватися в приготуванні страв без сиру, як-от соуси або чизкейки.

## Сир і тофу

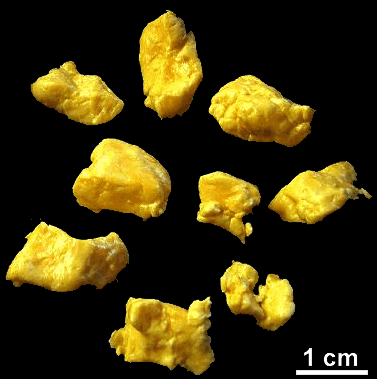
Сирне зерно перед пресуванням

Тваринне та соєве молоко вурдять навмисно для виготовлення сиру тваринного походження та тофу шляхом додавання ферментів (як правило, сичужного ферменту), кислот (в тому числі лимонного соку), або різних солей (хлорид магнію, хлорид кальцію або гіпс); після чого сирну масу пресують.

## Яєчні соуси
У гарячих заготовках, емульгованих з яйцями, на кшталт голландського соусу чи заварного крему, вурдження є небажаним наслідком перегрівання соусу. Крохмалевмісні соуси звурдити складніше.
У холодних соусах, як-от майонез, як і в гарячих соусах, занадто велике співвідношення жирів до яєць також може викликати вурдження.

## Молочні соуси
У соусах, які містять молоко або йогурт, перегрівання часто призводить до вурдження. Чим вищий вміст жиру молока чи йогурту, тим менша ймовірність, що вони звурдяться. Фільтрований йогурт, який використовують в соусах, також може вурдитись, хоч і не так легко.

## Кава
Коли до кави додають рослинне молоко, наприклад, соєве, іноді може відбутись вурдження. Щоб запобігти цьому, виробники іноді додають регулятори кислотності.

## Чизкейк
Під час приготування чизкейку, якщо в процесі змішування до вершкового сиру додати воду, він звурдиться.